# Manuel Inácio Cavalcanti de Lacerda
Manuel Inácio Cavalcanti de Lacerda, Barão de Pirapama (Engenho Grajaú, 6 de setembro de 1799 — Niterói, 11 de março de 1882) foi um juiz de fora, desembargador e político brasileiro.

Armas do barão de Pirapama, as mesmas das famílias Cavalcanti e Albuquerque.

Filho de Bento Sebastião Cavalcanti de Lacerda e de Francisca Bernarda de Albuquerque Maranhão.
Foi deputado provincial, deputado geral e senador do Império do Brasil de 1850 a 1882 por Pernambuco.